# Mølleåen
Le fleuve Mølleåen est un cours d'eau qui coule au Danemark à une quinzaine de kilomètres au nord de Copenhague.

## Géographie
Le fleuve Mølleåen s'écoule au centre de l'île de Seeland au Danemark. Il prend sa source entre les lacs Buresø et Bastrup Sø à 29 mètres d'altitude, puis traverse de part en part le lac Furesø qu'il alimente. 
Le fleuve traverse les villes de Furesø dans la municipalité de Farum dans l'amt de Frederiksborg, de Lyngby-Taarbæk où il longe le parc du palais Sorgenfri et de Rudersdal. Son cours longe le nord de l'agglomération de Copenhague.

## Histoire
Le Mølleåen a permis le développement de nombreuses industries, métallurgiques, textiles et papeteries notamment avec ses nombreux moulins à eau. Les usines ont toutes fermées au cours des années 1950. Aujourd'hui, ce cours d'eau est un lieu de villégiature pour les promenades, les randonnées et le canoé. 

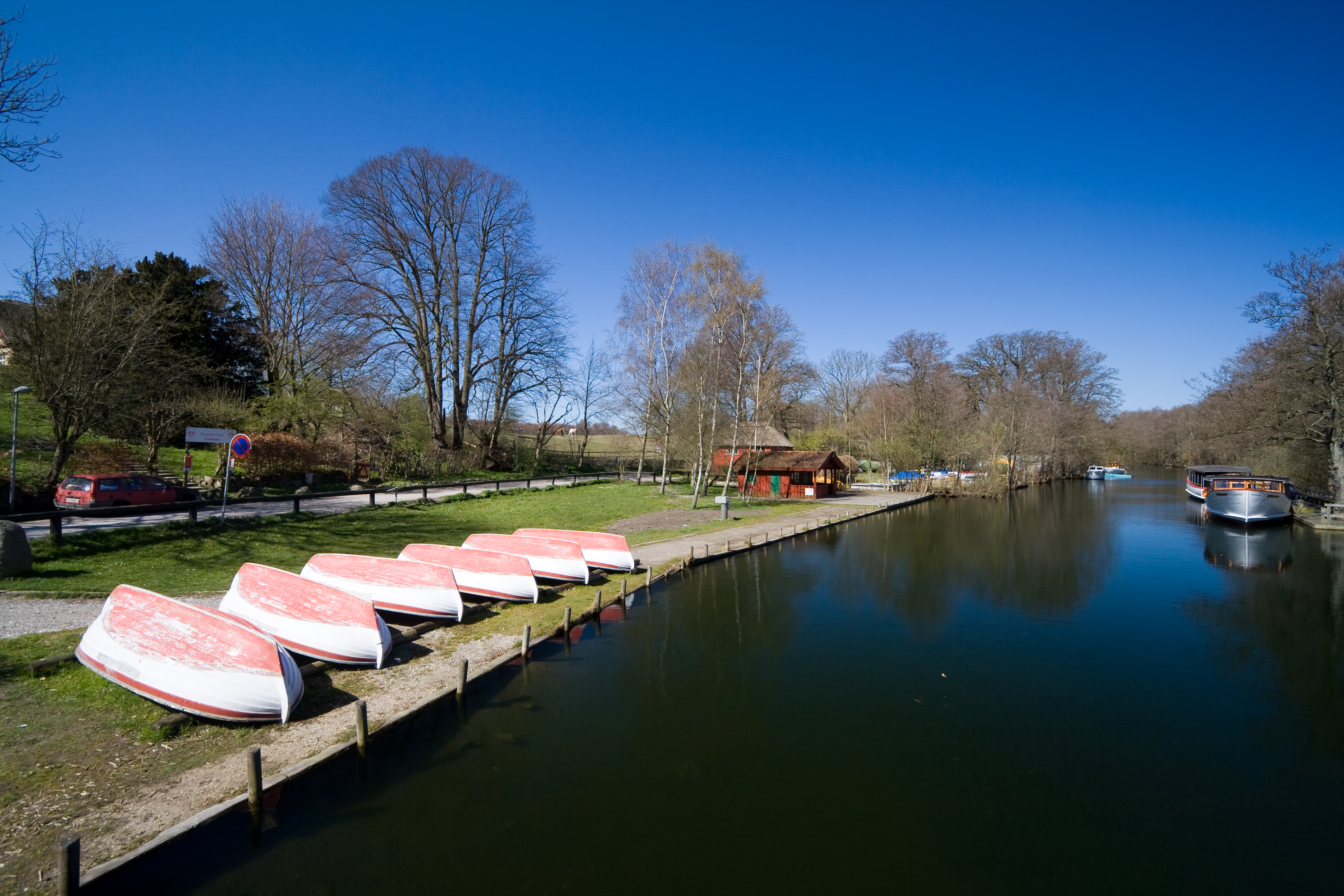
Le fleuve Mølleåen longe Lyngby-Taarbæk.
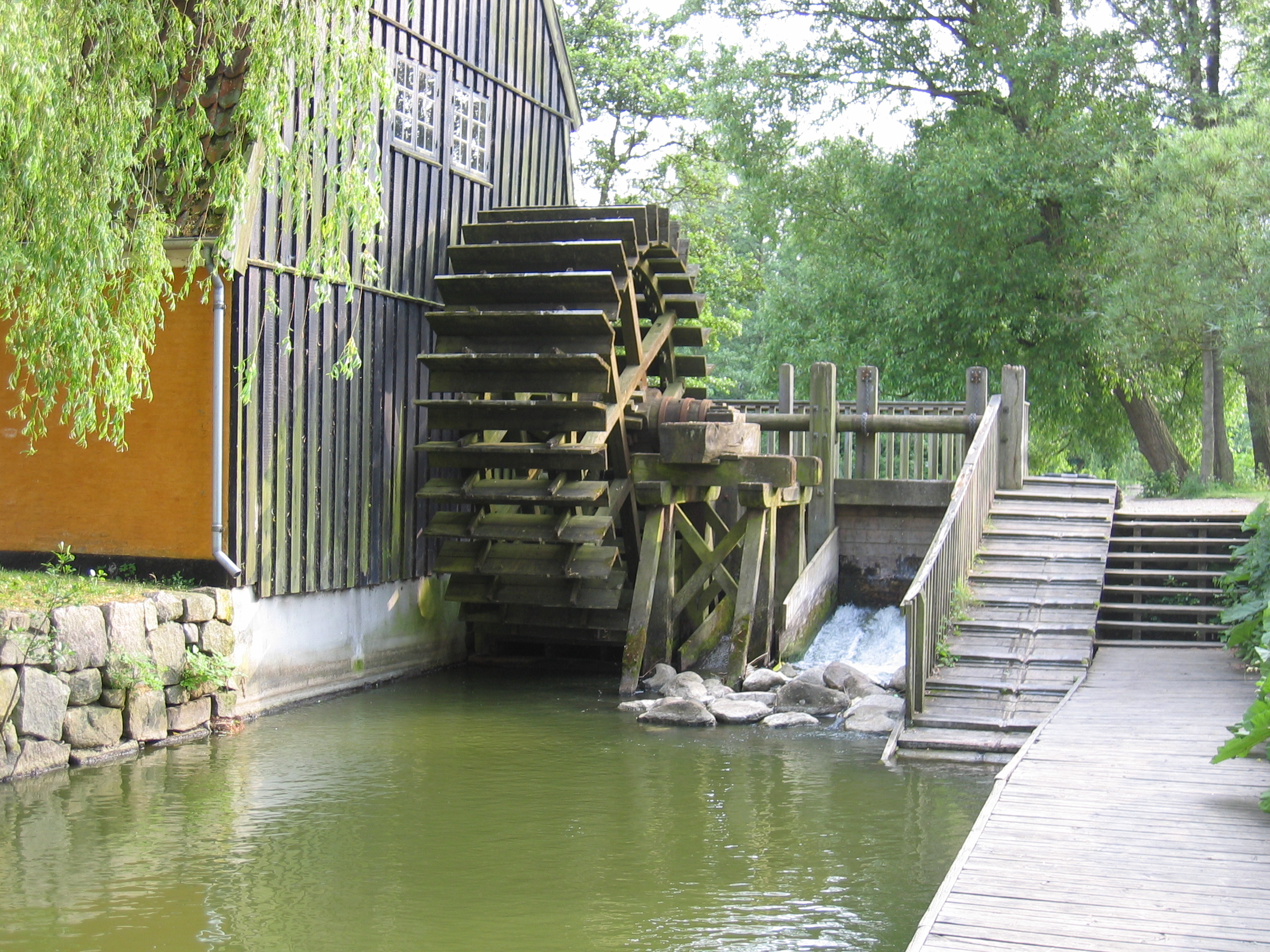
Moulin à eau sur le fleuve Mølleåen.